# Gobistruts
Gobistruts (Struthio anderssoni) är en förhistorisk utdöd fågel i familjen strutsar inom ordningen strutsfåglar. Fågeln beskrevs 1931 utifrån subfossila lämningar funna i Mongoliet och norra Kina.

## Namn
Fågelns vetenskapliga artnamn hedrar svensken Johan Gunnar Andersson (1874–1960), arkeolog, geolog, paleontolog och upptäcktsresande i Kina och Antarktis.